# ماري بويس تيمبل
كانت ماري بويس تيمبل (6 يوليو 1856- 16 مايو 1929) فاعلة خير وشخصية بارزة أمريكية، نشطت بصورة رئيسة في نوكسفيل بتينيسي في أواخر القرن التاسع عشر وبداية العشرين. كانت أول رئيسة لدائرة أوسولي، أقدم ناد نسائي موحد في الجنوب، ونشرت سيرة لسميّة النادي، مارغريت فولر أوسولي، في 1886. شاركت أيضًا في تأسيس صحافة تينيسي النسائية ونادي الأديبات ونادي كاتبات نوكسفيل وفرع مقاطعة نوكس من رابطة النساء الناخبات. مثلت تينيسي في عدة مناسبات دولية، بما في ذلك معرض باريس لعام 1900 وفي تدشين لقناة بنما في 1903.
كانت تيمبل المؤسسة والوصية لفترة طويلة على فرع بوني كيت من بنات الثورة الأمريكية. في سنواتها اللاحقة، تبرعت بعشرات الآلاف من الدولارات لجامعة تينيسي للأبحاث الزراعية، وتركت معظم عزبتها للجامعة بعد وفاتها.

## سيرتها
وُلدت تيمبل في نوكسفيل عام 1856، وكانت الابنة الوحيدة لأوليفر بيري تيمبل (1820- 1907) وسكوتيا كاليدونيا هيوم. كان والدها محاميًا نافذًا في نوكسفيل حظي في مرحلة من حياته قبل الحرب الأهلية بأعلى دخل شخصي في مقاطعة نوكس. في خلال سنوات تيمبل الأولى، كانت مالروز، ديار والديها، مركزًا للحياة الاجتماعية في المدينة، حيث يتسلى ضيوف كالحاكم ويليام جي. براونلو، والمرشح الرئاسي جون بيل، وجنرالي الحرب الأهلية جون جي. فوستر ويوليسيس إس. غرانت.
ارتادت تيمبل كلية فاسار، وتخرجت بدرجة بكالوريوس الفنون في 1877. أمضت عدة سنوات تسافر مع أمها المريضة بحثًا عن مناخ صحي أكثر. قضت الاثنتان وقتًا في أوروبا وجبال كاتسكيل.
في 1885، انتُخبت تيمبل رئيسة لدائرة أوسولي، وهي ناد أدبي نسائي أسسته في ذلك العام الناشطة ليزي كروزييه فرينش. في العام التالي، نشرت سيرة سميّة النادي، تحت عنوان رسم لمارغريت فولر أوسولي، والتي قرأتها أمام أعضاء النادي. شاركت لاحقًا في تأسيس جمعيتين أدبيتين أخرتين، هما صحافة تينيسي النسائية ونادي الأديبات (1899) ونادي كاتبات نوكسفيل (1907). في 1912، حررت ونشرت رجال بارزون من تينيسي، وهي مجموعة من السير التي كتبها والدها.
في 1893، نظمت تيمبل فرع بوني كيت من بنات الثورة الأمريكية، وسُمي تيمنًا بكاثرين «بوني كيت» شيريل، الزوجة الثانية للحدوديّ التينيسي جون سيفير. شغلت منصب الوصية على هذا الفرع حتى وفاتها في 1929، باستثناء بضع سنوات كانت فيها الوصية على فرع بنات الثورة الأمريكية في الولاية. شغلت كذلك منصب نائب الرئيس العام في منطمة بنات الثورة الأمريكية الوطنية.
في 1900، عين الحاكم بينتون ماكميلين تيمبل ممثلة لتينيسي في معرض باريس لذلك العام. مثلت الولاية أيضًا في معارض دولية في ستوكهولم وريو دي جانيرو، وفي تدشين قناة بنما عام 1903. كانت المرأة الوحيدة في لجنة التعليم العالي في معرض سانت لويس العالمي عام 1904، وساعدت في تنظيم معرض نوكسفيل الوطني للحفاظ على الطبيعة في 1913.